# Rajd Grecji 1991
Rajd Akropolu 1991 - Rajd Grecji (38. Acropolis Rally) – 38 Rajd Grecji rozgrywany w Grecji w dniach 1-6 czerwca. Była to szósta runda Rajdowych mistrzostw świata w roku 1991. Rajd został rozegrany na nawierzchni szutrowej. Baza imprezy była zlokalizowana w mieście Ateny.

## Wyniki końcowe rajdu[1]
| Msc. | Kierowca               | Pilot             | Samochód                   | Czas    | Strata | Grupa | Punkty |
| ---- | ---------------------- | ----------------- | -------------------------- | ------- | ------ | ----- | ------ |
| 1    | Juha Kankkunen         | Juha Piironen     | Lancia Delta Integrale 16V | 7:20.05 | 0.0    | A8    | 20     |
| 2.   | Carlos Sainz           | Luís Moya         | Toyota Celica GT-Four      | 7:21.06 | +1.01  | A8    | 15     |
| 3.   | Miki Biasion           | Tiziano Siviero   | Lancia Delta Integrale 16V | 7:23.35 | +3.30  | A8    | 12     |
| 4.   | Didier Auriol          | Bernard Occelli   | Lancia Delta Integrale 16V | 7:24.47 | +4.42  | A8    | 10     |
| 5.   | Armin Schwarz          | Arne Hertz        | Toyota Celica GT-Four      | 7:25.40 | +5.35  | A8    | 8      |
| 6.   | Mikael Ericsson        | Claes Billstam    | Toyota Celica GT-Four      | 7:30.00 | +9.55  | A8    | 6      |
| 7.   | Kenneth Eriksson       | Staffan Parmander | Mitsubishi Galant VR-4     | 7:36.05 | +16.00 | A8    | 4      |
| 8.   | Hannu Mikkola          | Johnny Johansson  | Mazda 323 GTX              | 7:36.54 | +16.49 | A8    | 3      |
| 9.   | David Llewellin        | Peter Diekmann    | Nissan Sunny GTI-R         | 7:50.45 | +30.40 | A8    | 2      |
| 10.  | Ioánnis Vardinoyiannis | Kóstas Stefanis   | Lancia Delta Integrale 16V | 8:15.48 | +55.43 | A8    | 1      |

## Klasyfikacja po 6 rundach
Tabele przedstawiają tylko pięć pierwszych miejsc.

### Kierowcy
| Lp. | Kierowca         | Pkt |
| --- | ---------------- | --- |
| 1   | Carlos Sainz     | 75  |
| 2   | Juha Kankkunen   | 58  |
| 3   | Didier Auriol    | 42  |
| 4   | Massimo Biasion  | 39  |
| 5   | Kenneth Eriksson | 24  |

### Producenci
| Lp. | Producent  | Pkt |
| --- | ---------- | --- |
| 1   | Toyota     | 94  |
| 2   | Lancia     | 91  |
| 3   | Ford       | 28  |
| 4   | Subaru     | 20  |
| 5   | Mitsubishi | 14  |